# Dendrolagini
Dendrolagini – plemię ssaków z podrodziny kangurów (Macropodinae) w obrębie rodziny kangurowatych (Macropodidae).

## Zasięg geograficzny
Plemię obejmuje gatunki występujące w Australii i na Nowej Gwinei.

## Systematyka
Do plemienia należą następujące występujące współcześnie rodzaje:
- Thylogale J.E. Gray, 1837 – pademelon
- Dendrolagus S. Müller, 1840 – drzewiak
- Petrogale J.E. Gray, 1837 – skalniak

Opisano również rodzaje wymarłe:
- Bohra Flannery & F.W. Szalay, 1982[9]
- Dorcopsoides Woodburne, 1967[10] – jedynym przedstawicielem był Dorcopsoides fossilis Woodburne, 1967
- Silvaroo Dawson, 2004[11]